# Beidaihe
Beidaihe (en chino, 北戴河; pinyin, Běidàihé (escuchar)ⓘ) es un distrito urbano bajo la administración directa de la Prefectura Qinhuangdao  en la Provincia de Hebei, República Popular China.  Su área es de 162 km² y su población total para 2010 superó los 85 mil habitantes. 

## Administración
Desde julio de 2023, el  Distrito Beidaihe se divide en 5 pueblos que se administran en 2 subdistritos y 3   poblados.

## Toponimia
El topónimo Beidaihe [/béi-dái-jə/] significa 'al norte del río Dái'. El nombre proviene de un pequeño pueblo de pescadores que se encuentra aguas arriba del río Dai (戴河).